# Темениця (Іванчна Гориця)
Темениця (словен. Temenica) — поселення в общині Іванчна Гориця, Осреднєсловенський регіон, Словенія. Висота над рівнем моря: 321,1 м.